# Alfayates
Alfayates (en idioma portugués y oficialmente, Alfaiates) es una freguesia portuguesa del municipio de Sabugal, en el distrito de Guarda, con 27,97 km² de superficie y 331 habitantes (2011). Su densidad de población es de 11,8 hab/km². Entre 1297 y 1836 fue sede de un municipio propio.

## Geografía
Alfayates se encuentra a 18 km al este de la cabecera del concelho, en el corazón de la región natural de Ribacoa (márgenes del río Coa), a solo 8 km de la frontera española. La población se sitúa en un punto elevado, a 840 metros de altitud, ocupando la totalidad de una plataforma en forma de espolón rocoso que domina el valle del arroyo Alfayates, en una región de terrenos pizarrosos, de buena productividad agrícola y abundancia de agua.

## Historia
Aunque algunos restos arqueológicos sugieren la ocupación del territorio durante la prehistoria y la época romana, la población debió desarrollarse entre finales del siglo XII y principios del XIII, con la repoblación leonesa.
Pese al topónimo arábigo, no hay constancia de ocupación del territorio de Alfayates durante la etapa musulmana. En 1191 Alfonso IX de León entregó al obispo de Ciudad Rodrigo el control jurisdiccional de Alfayates, que ya se encontraba fortificada al hablarse de la localidad como castellum. Este monarca leonés otorgó a Alfayates fuero propio y título de villa en 1230. De este período datan la iglesia de la Misericordia y el pelourinho local.
Por otro lado, hay constancia de que en 1282 era señor de Alfayates el infante Pedro de Castilla, que era hijo de Alfonso X de Castilla y de la reina Violante de Aragón. Este infante también fue señor de Ledesma, Cabra, Alba de Tormes, Montemayor del Río, Salvatierra y Granadilla, y también poseía toda la ribera del Río Coa y las villas de Castelo Rodrigo, y Sabugal, que actualmente se encuentran en territorio portugués.
A la muerte del infante Pedro, que falleció en Ledesma en octubre de 1283, la mayoría de sus señoríos, incluyendo el de Alfayates, fueron heredados por su único hijo legítimo, Sancho "el de la Paz". Sin embargo, en 1296, durante la guerra entre Fernando IV de Castilla y Dionisio I de Portugal, este último se apoderó sin encontrar resistencia de las villas de Alfayates, Sabugal y Castelo Rodrigo.
En 1297, con la firma del Tratado de Alcañices entre los mencionados monarcas, quedó establecido que pertenecerían en lo sucesivo al reino de Portugal, Alfayates, Sabugal, Castelo Rodrigo, Vilar Maior, Castelo Bom, Almeida, Castelo Melhor y Monforte de Rio Livre, todas ellas situadas en la comarca de Ribacoa. De este modo, Fernando IV se aseguraba el apoyo del monarca portugués en la guerra civil que libraba por el trono castellano-leonés.
El historiador Humberto Baquero Moreno señaló que un documento fechado en 1444 revela que las villas de Sabugal, Alfayates, Vilar Maior, Castelo Bom, Almeida y Castelo Melhor recibieron del rey Dionisio I de Portugal un privilegio por el que el monarca se comprometía a que todas ellas perteneciesen siempre a la Corona, y a que nunca fueran entregadas a ninguna persona. Y el mismo historiador señaló que ese privilegio se mantuvo hasta el reinado de Juan I de Portugal, ya que después de la muerte de este algunos nobles portugueses comenzaron a cometer todo tipo de abusos y arbitrariedades en esos territorios.
El rey D. Dinis confirmó el fuero alfonsí, realizando también amplias reformas en la trama urbana, siguiendo la estructura de las bastides francesas del siglo XIII: trazado ortogonal de las calles y del caserío de la villa, adaptado a la topografía del terreno, cercado por un lienzo envolvente de murallas (derruidas en 1912) y vigilado por un castillo en  el flanco más desprotegido de la población.
Alfayates conoció un nuevo impulso demográfico y económico durante el reinado de  D. Manuel I, que otorgó al entonces concelho una nueva carta foral en 1513 y reformó y amplió la fortificación. Un proyecto ulterior de ampliación de las murallas a finales del siglo XVI quedó interrumpido a raíz de la crisis sucesoria de 1580 y la subsiguiente unión dinástica de Portugal con los reinos españoles. Pero Alfayates volvió a cobrar importancia, por su situación fronteriza, durante la Guerra de Restauración portuguesa, época en la que tuvo como alcaide al caballero y poeta Brás Garcia de Mascarenhas.
En el siglo XVIII hubo un proyecto de convertir Alfayates en una moderna plaza fuerte de trazado Vauban, al modo de la cercana Almeida, pero la idea no llegó a realizarse.
Más tarde, durante la Guerra de la Independencia Alfayates volvió a cobrar importancia estratégica, junto con las restantes fortificaciones de la región, al servir de acuartelamiento a las tropas inglesas y portuguesas que hostigaban al ejército francés en retirada al mando del mariscal Masséna (abril de 1811). Esta fue la última vez que el castillo de Alfayates tuvo uso militar, quedando poco después abandonado.
El concelho de Alfayates fue extinguido en la reforma administrativa de 1836, integrándose sus freguesias, incluida la cabecera del extinto municipio, en el de Sabugal, salvo algunas que pasaron al de Vilar Maior, a su vez extinguido e integrado en el de Sabugal en 1855.

## Patrimonio
En el patrimonio histórico-artístico de la freguesia destacan, además del castillo, la Iglesia de la Misericordia, el pelourinho, el Convento de Sacraparte (o de Sacaparte) y el crucero del mismo nombre.